# 格列高利號驅逐艦 (DD-82)
格列高利號驅逐艦（舷號DD-82）是一艘美國海軍建造的驅逐艦，為維克斯級驅逐艦的八號艦。她是美軍第一艘以格列高利為名的軍艦，以紀念美國內戰時期的海軍軍官法蘭西斯·格列高利（Francis Hoyt Gregory）。
格列高利號在1917年於霍河造船廠開始建造，在同年下水，於1918年服役。接著格列高利號派往地中海海域護航商船。戰後格列高利號留在地中海執勤，在1922年退役，並長期封存。第二次世界大戰爆發後，格列高利號在1940改裝為高速運輸艦，並在太平洋戰爭爆發後調到西南太平洋戰場，參與瓜島戰役。1942年9月5日格列高利號在運輸物資後，於薩沃島外遭日本帝國海軍艦隊發現，與姊妹艦利德號同遭擊沉。
格列高利號在第二次世界大戰共獲得兩枚戰鬥之星。